# Comté d'Östergötland
Le comté d’Östergötland (en suédois : Östergötlands län) est un comté suédois situé dans le sud-est du pays et dont le nom signifie Götaland de l’est en français. Il est voisin des comtés de Kalmar, Jönköping, Västra Götaland, Örebro, Södermanland et borde la mer Baltique.

## Province historique
Le comté d’Östergötland a exactement les mêmes frontières que l’ancienne province historique d’Östergötland.
Pour l’histoire, la géographie et la culture, voir Östergötland 

## Administration
Les principales missions du conseil d’administration du comté (Länsstyrelse), dirigé par le préfet du comté, sont de satisfaire aux grandes orientations fournies par le Riksdag et le gouvernement, de promouvoir le développement du comté et de fixer des objectifs régionaux.

## Communes
Le comté d’Östergötland est subdivisé en 13 communes (Kommuner) au niveau local :
- Åtvidaberg
- Boxholm
- Finspång
- Kinda
- Linköping
- Mjölby
- Motala
- Norrköping
- Ödeshög
- Söderköping
- Vadstena
- Valdemarsvik
- Ydre

## Villes et localités principales
- Linköping : 94 248 habitants
- Norrköping : 82 744 habitants
- Motala : 30 136 habitants
- Finspång : 12 796 habitants
- Mjölby : 11 828 habitants
- Åtvidaberg : 7 066 habitants
- Söderköping : 6 933 habitants
- Ljungsbro : 6 459 habitants
- Vadstena : 5 651 habitants
- Malmslätt : 5 507 habitants

## Héraldique
Le blason du comté d’Östergötland est hérité directement de celui de la province historique d’Östergötland. Lorsqu’il est représenté avec une couronne royale, il symbolise le conseil d’administration du comté.